# Vincenzo Monti (imprenditore)
Vincenzo Monti (Civitella del Tronto, 12 ottobre 1906 – Pescara, 2 febbraio 1981) è stato un imprenditore italiano, fondatore dell'omonimo marchio di abbigliamento.

## Biografia
Figlio unico di Attilio, un venditore ambulante di tessuti nei mercati di Abruzzo e Marche, abbandona gli studi dopo la licenza elementare per affiancare suo padre e apprendere il mestiere direttamente sul campo. La sua idea di perfezionarsi con una lunga gavetta sfuma quando, nel 1921, un incidente costringe il genitore a ritirarsi. A soli quindici anni, con una minima cultura e tanta voglia di emergere negli affari, subentra nell'attività e la porta avanti con dedizione e grande spirito di sacrificio. Appena l'età glielo consente acquista un autocarro SPA C9000 e riesce ad ampliare il suo giro di affari oltre i soli mercati abruzzesi, dove si era ristretto a causa della giovane età, affiancando a quelle delle Marche le piazze non ancora battute dell'alto Lazio e del Molise.
Gli affari devono andare senz'altro bene se nel 1933, trasferitosi coi genitori a Pescara da poco diventata provincia, può coronare l'antico sogno di suo padre abbandonando l'ambulantato per aprire una rivendita all'ingrosso di stoffe e tessuti per i venditori ambulanti, cui affianca tre anni dopo un attiguo esercizio di vendita al minuto.
Mantenuta al meglio l'attività durante la guerra deve affrontare una costosa e impegnativa ricostruzione alla cessazione delle ostilità, quando entrambi i locali sono stati pesantemente danneggiati dai bombardamenti. Tra il 1946 e il 1950 l'aumento della popolazione residente di Pescara - cui non corrisponde un aumento delle possibilità di occupazione - e l'andamento negativo dei prezzi delle manifatture portano ad un leggero declino nel mercato del tessile, non rovinoso ma sufficiente a far maturare la scelta di abbandonare il commercio per intraprendere la produzione industriale di abiti confezionati, per la quale fonda nel 1950 la Monti Srl. L'anno successivo, nel 1951, inaugura il suo primo stabilimento nel centro di Pescara, dove impiega duecento persone tra impiegati e operai.
Grazie ai finanziamenti erogati dalla Cassa del Mezzogiorno e ai mutui agevolati accordati dal comune, nel 1954 fonda la  Monti Confezioni Spa ed apre un secondo stabilimento produttivo a Roseto degli Abruzzi dove occupa 300 addetti.
La produzione complessiva di quei primi anni cinquanta è di circa 70.000 capi all'anno, in parte esportati in Europa e negli Stati Uniti. Come tutti i piccoli e grandi imprenditori dell'epoca Monti approfitta del tasso di crescita dei consumi attestato al 4,9% annuo, l'attività aumenta senza soste e nel giro di un decennio gli addetti arrivano a 1300 persone.
Un lieve ma deciso declino nel settore dei tessili lo spinge ad effettuare nel 1955 un viaggio di studio negli Stati Uniti, nel quale rimane impressionato dall'utilizzo che già si faceva oltreoceano dei sistemi informatizzati del tempo. Al suo ritorno porta con sé la decisione di dotare i suoi impianti di un sistema di elaborazione automatica dei modelli, realizzato con i coevi elaboratori prodotti dalla Olivetti e realizzata grazie ai vantaggi economici (sgravi fiscali, contributi), della Cassa del Mezzogiorno.
Tra la fine degli anni cinquanta e i primi anni sessanta l'automatizzazione aumenta la produzione del gruppo Monti ad oltre 200.000 capi all'anno e decide, così, di reinvestire parzialmente i profitti, organizzando corsi di aggiornamento, tenuti anche all'estero, per le figure qualificate delle maestranze (figurinisti e sarti), inoltre il fatturato è tale da consentire la costruzione di un moderno stabilimento, dotato di magazzino, servizi amministrativi, mensa aziendale e asilo nido per i figli delle operaie, su un terreno di circa 30 000 m², questa volta a Montesilvano alle porte di Pescara, che entra in produzione nel 1964, questo stabilimento occupa 1200 addetti e produce circa 300.000 capi prodotti ogni anno.
Con l'apertura del nuovo stabilimento la ditta prende il nome Monti confezioni d'Abruzzo (la sola parola "Monti" è il marchio di fabbrica sugli indumenti), e si occupa anche della commercializzazione delle sue linee di abbigliamento dapprima nei grandi magazzini Monti in città, in seguito con numerosi negozi aperti a Chieti, Lanciano, L'Aquila, Vasto, Ascoli Piceno, San Benedetto del Tronto e Roma.
In questa fase il gruppo investe in maniera sempre più consistente in massicce campagne pubblicitarie, in particolare attraverso la televisione, per le quali conia personalmente lo storico slogan Monti: abiti belli, abiti pronti, ascoltato per anni anche sulla storica vetrina di Carosello.
Alla fine degli anni sessanta, Monti è al culmine del suo successo personale e raggiunge il massimo della produzione quando nello stabilimento di Montesilvano viene aggiunta la produzione di biancheria intima e pantaloni sportivi e il quantitativo di capi prodotti si attesta sui 500.000 capi, il gruppo occupa in quel periodo oltre 4000 dipendenti su 3 stabilimenti produttivi.
Quando il miracolo economico inizia ad esaurirsi per le prime avvisaglie della spirale inflazionistica e per gli aumenti salariali imposti ope legis (che per molte realtà si traducono in un esborso superiore alla produttività media), l'imprenditore abruzzese tenta il suo ultimo salto iniziando la produzione di giacche e cappotti per uomo di alta qualità rinviando - senza mai iniziarla - quella di una nuova linea per ragazzi.
La forte conflittualità tra operai e "padroni" maturata col sessantotto e nelle manifestazioni dell'autunno caldo del 1969 scuote anche gli stabilimenti del gruppo Monti, sconvolti da continue agitazioni che provocano un drastico calo della produzione. Mentre il personale chiede gli ulteriori aumenti previsti nei contratti, la riduzione dell'orario di lavoro e l'incremento del personale Monti è costretto a reagire alle perdite economiche con la cassa integrazione per oltre 500 operai. I tentativi di salvare l'azienda attraverso la Cassa del Mezzogiorno e l'IRI rimangono lettera morta per la precedenza accordata ai grandi gruppi industriali, ed anche qualsiasi tentativo di conciliazione col personale viene vanificato dallo scontro politico in vigore. Il 16 maggio 1974, esaurito ogni tentativo, Monti è costretto a cedere i suoi stabilimenti all'Eni, l'ente petrolifero di stato che dal 1962 possiede la Lanerossi ed ha iniziato una scalata di controllo nel settore del tessile.
Mentre il marchio Monti continua ad essere commercializzato fino al 1994 il fondatore, ormai ritiratosi a vita privata, assume la presidenza della Banca popolare di Teramo e Città Sant’Angelo, che mantiene fino alla sua morte.